# 게오르크 뇌플레
게오르크 "쇼르슈" 뇌플레(독일어: Georg "Schorsch" Knöpfle, 1904년 5월 15일, 바덴-뷔르템베르크 주 슈람베르크 ~ 1987년 12월 14일, 브레멘)는 독일의 전 축구 선수이자 감독이다. 현역 시절, 그는 23번의 국가대표팀 경기에 출전했고, 1928년 하계 올림픽에 독일 선수단 일원으로 참가했다.

## 수상
베르더 브레멘
- DFB-포칼 준우승: 1960-61

쾰른
- 분데스리가
  - 우승: 1963-64
  - 준우승: 1964-65